# Parafia Matki Bożej Królowej Różańca Świętego w Iłowie-Osadzie

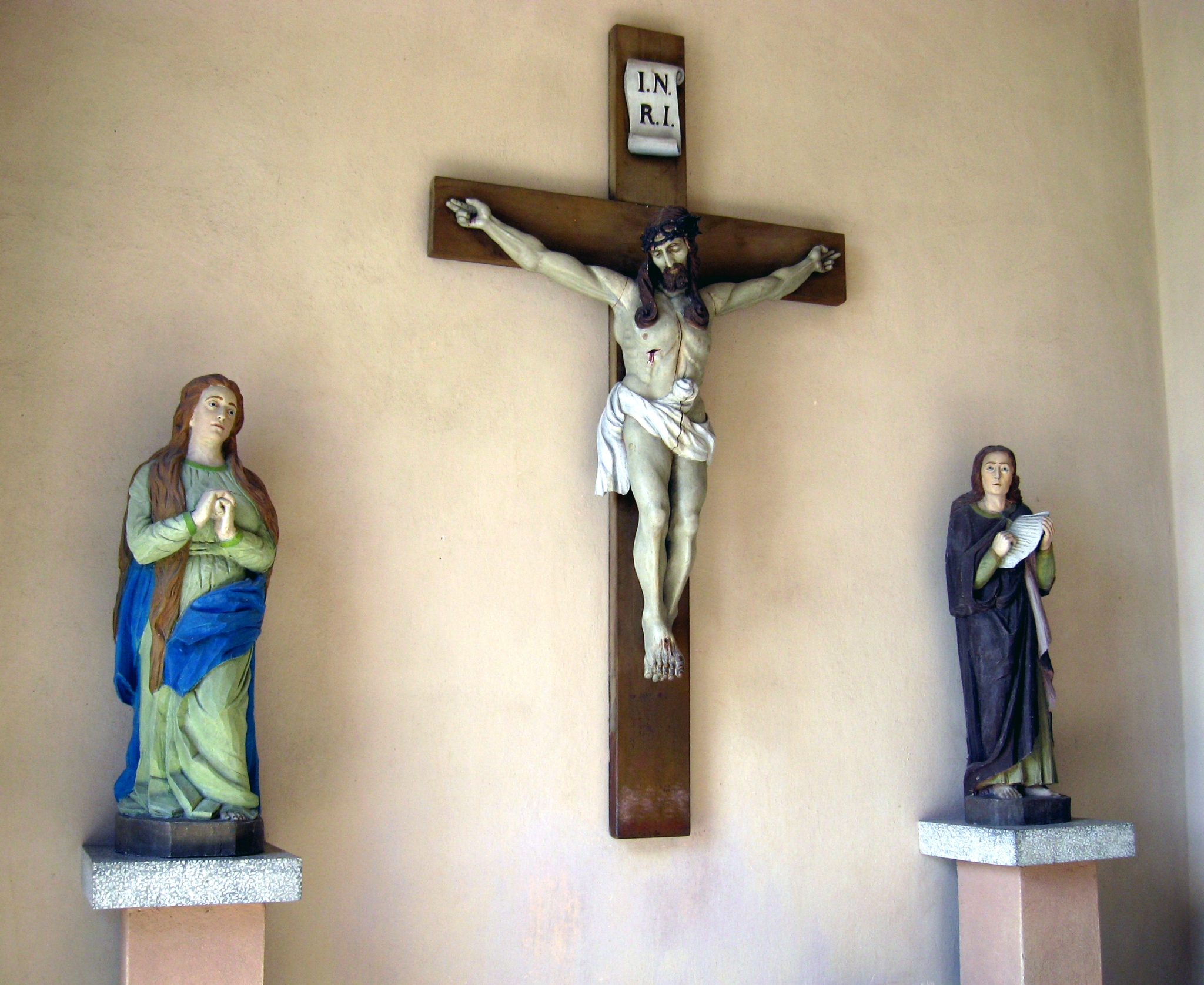
Krzyż i figury w kruchcie kościoła

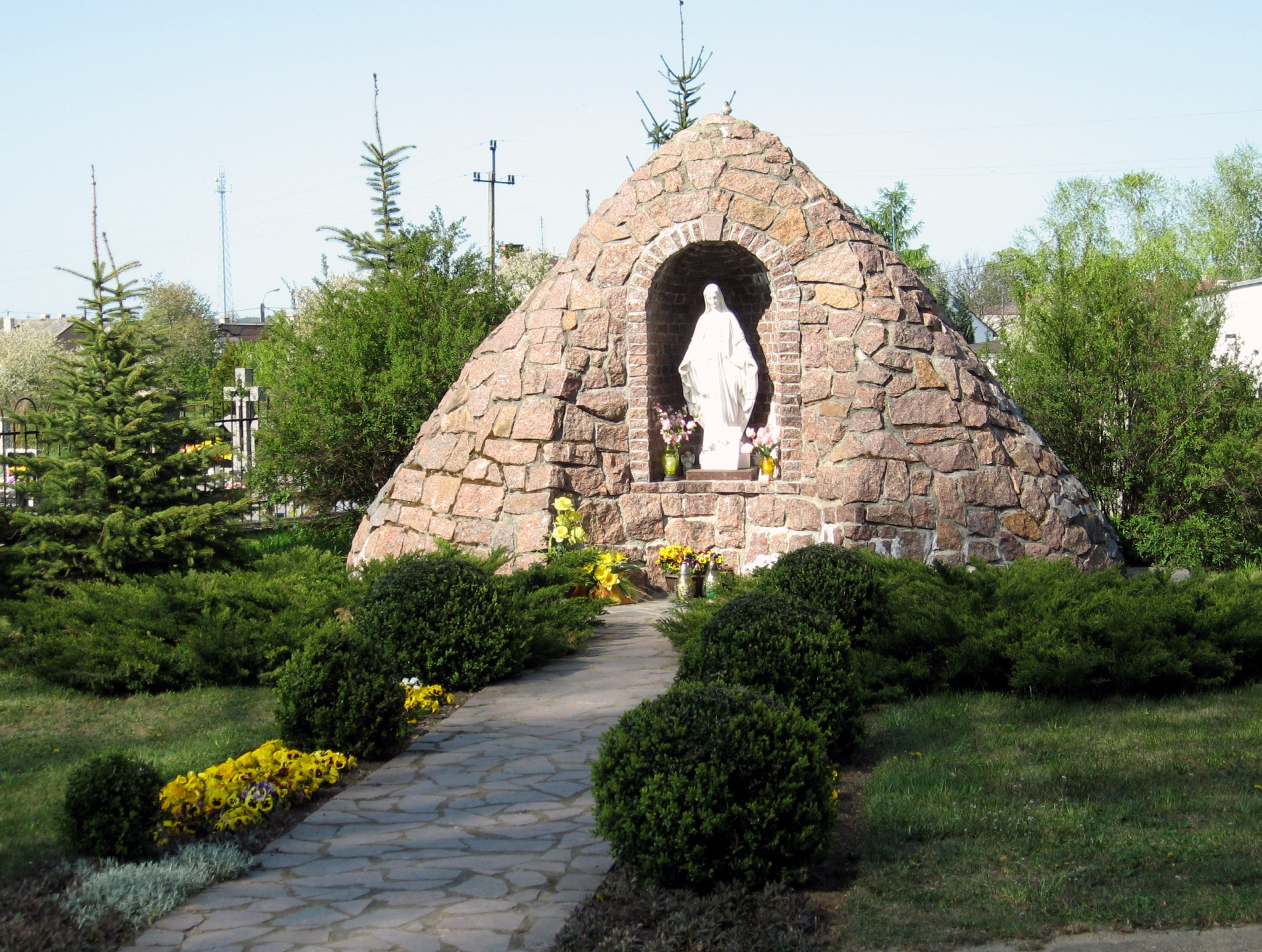
Grota NMP koło kościoła

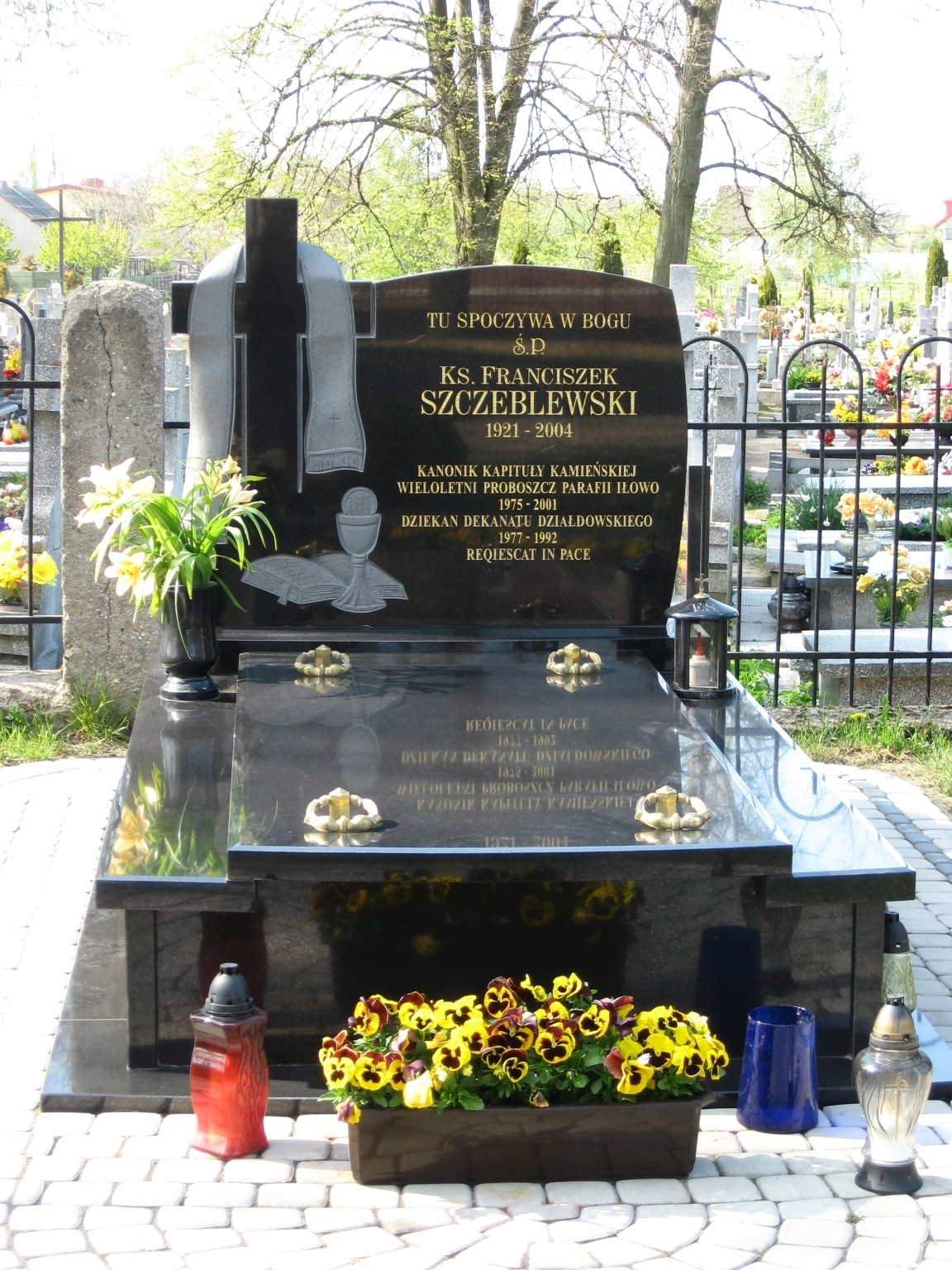
Nagrobek śp. ks. kan. Franciszka Szczeblewskiego

Parafia MB Królowej Różańca Świętego w Iłowie-Osadzie – parafia rzymskokatolicka w diecezji toruńskiej, w dekanacie działdowskim, z siedzibą w Iłowie-Osadzie.

## Historia
Pierwsze wzmianki historyczne o Iłowie datuje się na rok 1403. Początkowo w miejscowości nie było kościoła, a okoliczna ludność uczęszczała do kościoła katolickiego w Narzymiu. Po sekularyzacji dóbr krzyżackich i wprowadzeniu luteranizmu jako religii państwowej w Prusach Książęcych, Iłowo zostało włączone do parafii ewangelicko-augsburskiej w Narzymiu.
W końcu XIX w. w Iłowie zaczęto odprawiać rzymskokatolickie nabożeństwa w prywatnym mieszkaniu. Pierwsza taka msza św. została odprawiona w 1899 r. Nabożeństwa były odprawiane co 4-6 tygodni w niedziele, na przemian przez księży z Białut i Działdowa. Od 1902 r. Iłowo należało do parafii katolickiej w Białutach.
W 1912 r. ewangelicko-unijna gmina Kościelna z Narzymia wybudowała w Iłowie (ze składek parafian) Dom Modlitwy – murowaną kaplicę publiczną.
Na początku XX w. w Iłowie mieszkało 416 osób, prawie wyłącznie Polacy (62,5% ewangelicy, 37,5% katolicy). Od 1921 r. rzymskokatolickie nabożeństwa w Iłowie były odprawiane w prywatnym mieszkaniu co drugą niedzielę. Z inicjatywy proboszcza z Białut ks. Leona Sochaczewskiego w 1924 r. powołano Towarzystwo Budowy Kościoła w Iłowie. Kościół został wybudowany w 1927 r. według projektu architekta Kwiatkowskiego z Urzędu Wojewódzkiego w Toruniu. Kościół został poświęcony przez ks. Władysława Tymeckiego – dziekana z Grążaw. Dnia 10 marca 1928 r. ks. biskup Stanisław Okoniewski utworzył w Iłowie parafię, wyłączając ją z parafii białuckiej. Kościół parafialny konsekrował biskup Kazimierz Kowalski w dniu odpustu 7 października 1953 r. W okresie międzywojennym do nowo powstałej parafii katolickiej w Iłowie należały następujące miejscowości Iłowo Dworzec, Stare Iłowo, Janowo i Dwukoły oraz Kraszewo. Działały czynnie stowarzyszenia: Stowarzyszenie Młodzieży Męskiej (od 1927 r.), Stowarzyszenie Młodzieży Żeńskiej (od 1927 r.), Dzieło Rozkrzewienia Wiary (od 1926 r.), Stowarzyszenie Mężów Katolickich, a następnie, w ramach Akcji Katolickiej: Katolickie Stowarzyszenie Mężów, Katolickie Stowarzyszenie Kobiet, Katolickie Stowarzyszenie Młodzieży Żeńskiej, Katolickie Stowarzyszenie Młodzieży Męskiej.
Parafię w Iłowie w 1939 zamieszkiwało 2980 katolików, 950 protestantów, 23 żydów, 14 Badaczy Pisma Świętego i 4 prawosławnych. Kuratusem był ks. Tadeusz Broniszewski, a wikariuszem ks. Leonard Knuth. Po wybuchu II wojny światowej żandarmeria niemiecka przejęła plebanię w Iłowie, wikariusza wraz z organistą aresztowano, natomiast proboszcz zdołał schronić się w Klukowie koło Nasielska. Kościół zamknięto i urządzono w nim magazyn mebli. Podczas okupacji parafie powiatu działdowskiego w ramach administracji kościelnej podlegały komisarzowi biskupiemu ks. Pawłowi Pankowi, oddane mu w opiekę przez biskupa Karola Marię Spletta w dniu 19 marca 1941. Mimo zamknięcia kościoła parafialnego pracę duszpasterską w parafii iłowskiej w okresie okupacji prowadzili:
- od początku wojny do 11 lipca 1940 ks. kuratus T. Broniszewski,
- od początku wojny do 9 kwietnia 1940 ks. wikariusz L. Knuth,
- od jesieni 1940 do jesieni 1941 dojeżdżał z Działdowa ks. Edmund Kleybor,
- od 20 września 1941 do końca wojny dojeżdżał z Nidzicy ks. Engelbert Rahmel.

Po wojnie kościół ponownie otwarto. Administracyjnie podlegał diecezji chełmińskiej, a po reformie z 25 marca 1992 do diecezji toruńskiej.

## Kościół parafialny
Kościół parafialny został oddany do użytku w 1927 r. Jest to budowla murowana z cegły na kamiennej podmurówce, otynkowana, trójnawowa w stylu neobarokowym. Wieża kwadratowa.
Wyposażenie kościoła jest jednorodne i nawiązuje do form barokowych, pochodzi głównie z lat 30. oraz 50. XX w. W głównym ołtarzu znajduje się obraz Matki Boskiej Różańcowej (na zasuwie obraz Najświętszego Serca Pana Jezusa), w zwieńczeniu obraz św. Judy Tadeusza. Ołtarz w lewej bocznej nawie przedstawia św. Barbarę, a w nasadzie św. Teresę od Dzieciątka Jezus. Ołtarz boczny prawy jest późniejszy i wykonany został prawdopodobnie po wojnie. Głównym jego obrazem jest św. Józef z Dzieciątkiem. Wnętrze kościoła odnowiono w 1997 r.
Organy o zewnętrznej oprawie neoklasycystycznej i współczesnym jej wyposażeniu instrumentu, zbudował w 1930 r. W. Biernacki.
W kościele znajduje się barokowa monstrancja z 1702 r., ufundowana przez ks. Mikołaja Wojciecha Więckowicza, proboszcza w Czarżach dla tamtejszego kościoła.

## Inne kaplice i kościoły
Na terenie parafii znajduje się Dom Zakonny Zgromadzenia Sióstr Świętego Józefa CFSS. Zgromadzenie sióstr józefitek zostało założone w 1884 r. we Lwowie przez ks. Zygmunta Gorazdowskiego (1845–1920). Na parterze domu zakonnego, znajduje się na wpół publiczna kaplica pw. św. Józefa. Raz w tygodniu (we wtorek) w kaplicy odprawiana jest msza święta, w której uczestniczy około 20 wiernych.

## Zasięg parafii
Do parafii należą wierni z miejscowości:
- Dwukoły
- Iłowo-Osada
- Janowo
- Kraszewo
- Sochy

## Proboszczowie
- ks. kan. mgr Jan Pezara (ur. 8 sierpnia 1956), wizytator katechetyczny dekanatu działdowskiego i proboszcz parafii Iłowo-Osada.

Święcenia kapłańskie otrzymał 30 maja 1982 roku w Pelplinie z rąk ks. Biskupa Mariana Przykuckiego. Następnie był wikariuszem w Chojnicach w parafiach Ścięcia św.Jana Chrzciciela i Matki Bożej Królowej Polski, w Gdyni-Grabówku i w Grudziądzu-Strzemięcinie. W 1992 roku został proboszczem w parafii Skarlinie i administratorem w parafii Mikołajki. Od 15.07.2001 roku jest proboszczem parafii Iłowo-Osada.
- ks. kan. Franciszek Szczeblewski (ur. 7 marca 1921 r. w Czersku – zm. 29 grudnia 2004 r. w Działdowie).

Wyświęcony 21 grudnia 1952 r. Następnie wikariusz w Grudziądzu i w Brodnicy oraz administrator w Cielętach. Od 1975 roku proboszcz w Iłowie-Osadzie. W latach 1977–1992 był dziekanem dekanatu działdowskiego. W 2001 r. przeszedł na emeryturę, ale pozostał w parafii Iłowo. Zmarł po długiej chorobie w 2004 r.. Pochowany w Iłowie-Osadzie (patrz zdjęcie obok).
- ks. Edmund Domański (ur. 1908 w Rokitnie na Wołyniu – zm. 21 kwietnia 1984 w Płońsku) – administrator parafii Iłowo tuż po II wojnie światowej.

Po ukończeniu Gimnazjum Klasycznego Biskupiego w Płocku i sześcioletniego seminarium duchownego rozpoczął pracę jako kapłan w diecezji Łuckiej (obecnie Ukraina). W latach 1935–1939 nauczał religii na Wołyniu, najpierw w Szkole Powszechnej we Włodzimierzu, następnie w Starej Hucie i Moczulance. Po wojnie przybył do Polski i został zatrudniony jako administrator parafii Iłowo. Tutaj w 1945 r. założył Gimnazjum Mechaniczno-Kolejowe, w którym pełnił obowiązki dyrektora i nauczyciela religii. W 1947 r. został odwołany z funkcji dyrektora, opuścił Iłowo i został proboszczem parafii Szczutowo koło Sierpca, następnie w Rokiciu koło Płocka, wreszcie w Królewie. Dla uczczenia pamięci i zasług imię ks. Edmunda Domańskiego nadano Zasadniczej Szkole Zawodowej w Iłowie (17 maja 1996 r.).
- ks. Tadeusz Broniszewski (ur. 30 maja 1908 r. w Chełmży – zm. 11 lutego 1991 r. w Suwałkach), wyświęcony 19 grudnia 1931 r. przez ks. biskupa Stanisława Okoniewskiego. Jako wikariusz pracował w Kijowie (1932 r.), Piemażkowie (1932-1934), Brusach (1934-1935). W latach 1936–1937 był kuratusem Zakładu św. Karola Boromeusza. 1 lipca 1937 został mianowany kuratusem parafii w Iłowie. W 1940 roku, uciekając przed aresztowaniami schronił się w Klukowie koło Nasielska, gdzie pracował nierozpoznany w czasie okupacji jako tłumacz języka niemieckiego prawie do końca wojny. Następnie w latach 1945–1949 duszpasterzował w Łążynie i Bierzgłowie. Do Iłowa powrócił w 1950 r. i sprawował tu posługę kapłańską do 15 września 1975 r., kiedy to został emerytowany ze względu na stan zdrowia. Zmarł w szpitalu w Suwałkach. Pochowany został 14 lutego 1991 roku w parafii Matki Bożej Miłosierdzia w Suwałkach[3].

## Grupy parafialne
• Żywy Różaniec,
• Akcja Katolicka,
• Modlitewna Grupa Świętego Józefa,
• Chór parafialny,
• Schola,
• Ministranci i lektorzy,
• Parafialny Zespół Caritas,
• Katolickie Stowarzyszenie Młodzieży (KSM)